# История почты и почтовых марок Бурунди
История почты и почтовых марок Бурунди, небольшого государства в Восточной Африке со столицей в Бужумбуре, условно включает несколько этапов:
- период нахождения в составе Германской Восточной Африки (до 1916),
- период бельгийской оккупации (1916—1922),
- период нахождения в составе бельгийской мандатной территории (1923—1962),
- период независимого Королевства Бурунди (1962—1966) и
- Республики Бурунди (с 1966).

Бурунди является членом Всемирного почтового союза (ВПС; с 1963). Современным почтовым оператором страны выступает Национальная почтовая администрация Бурунди.

## Развитие почты
Изданный 16 сентября 1885 года указ об учреждении почтовой службы в Германской Восточной Африке предусматривал создание почтовых отделений на территории нынешнего Бурунди, но эти планы так и не были реализованы до оккупации этих земель Бельгией во время Первой мировой войны и последующей передачи их Бельгии под мандат Лиги Наций. Лишь 1 сентября 1953 года в Бужумбуре было открыто почтовое отделение в здании, где сейчас находится штаб-квартира Национальной почтовой администрации Бурунди.
В 2009 году в Бурунди работало около ста почтовых отделений.

## Выпуски почтовых марок

### Руанда-Урунди
Первая почтовая марка Бурунди появилась в 1916 году после оккупации Бельгией Германской Восточной Африки и представляла собой надпечатку на почтовых марках Бельгийского Конго надписи фр. «Urundi» («Урунди»).
По итогам Первой мировой войны страна стала частью бельгийской мандатной территории Руанда-Урунди, и до 1962 года там использовались почтовые марки последней.

### Королевство Бурунди
Первый выпуск почтовых марок Бурунди после обретения независимости 1 июля 1962 года представлял собой надпечатку на стандартной серии Руанды-Урунди текста: «Royaume du Burundi» («Королевство Бурунди»).
Впоследствии был эмитирован ещё ряд выпусков с надписью «Royaume du Burundi», в том числе посвящённый годовщине Общества Красного Креста в 1963 году.

### Республика Бурунди
В 1966 году, после переворота, Бурунди стала республикой и с того времени выпускает свои почтовые марки с надписью «République du Burundi» («Республика Бурунди»). Первые марки республики с надпечаткой появились 28 ноября 1966 года, а с февраля 1967 года выходят оригинальные марки с этой надписью.
Большая часть почтовых марок и блоков выходила с зубцами и без зубцов.

### Тематика
На некоторых почтовых марках Бурунди представлена российская тематика. В частности, юбилейный 1970 год стал поводом для выпуска ленинских марок. В честь 100-летия со дня рождения В. И. Ленина вышла красочная серия памятных марок (Sc #350—354), на которой были представлены репродукции картин о Ленине.
В 1977 году к 60-летию Октябрьской революции в этой стране была издана серия из 16 марок (Sc #534—537), на каждой из которых в дополнение к основным сюжетам была помещена одна из марок СССР, в том числе с портретом Ленина.